# 처음 만나는 자유
《처음 만나는 자유》(영어: Girl, Interrupted)는 1999년 개봉한 미국의 심리 드라마 영화이다. 제임스 맨골드가 감독과 공동각본을 맡았으며, 수재나 케이슨의 동명 회고록이 영화의 원작이다. 1960년대 경계선 인격장애를 진단 받아 정신병원에서 지내게 되는 젊은 여성의 이야기를 다룬 작품이다.

## 줄거리
1967년 뉴잉글랜드를 배경으로, 18세의 불안정한 소녀 수잔나 케이슨은 신경쇠약으로 자살 시도를 한다. 그녀의 의지와는 상관없이 지역 정신병원인 클레이무어에 입원하게 된다. 병동에서 수잔나는 정신분열증을 앓는 어린 소녀 폴리, 자해와 강박증을 보이는 데이지, 병적인 거짓말쟁이이자 룸메이트인 조지나, 그리고 거식증을 가진 재닛과 친구가 된다. 특히 수잔나는 반항적이지만 카리스마 넘치는 사이코패스 리사 로우에게 끌리고, 리사는 수잔나에게 약 복용을 중단하고 치료에 저항하도록 부추긴다.
리사는 밤에 병원의 지하 터널에서 몰래 돌아다니도록 돕고, 엄격한 간호사 발레리 오웬스를 포함한 직원들을 지속적으로 도발한다. 멜빈 포츠 박사와의 정기적인 치료 세션을 통해 수잔나는 자신이 경계선 인격 장애를 가지고 있다는 것을 알게 되지만, 포츠 박사는 처음에는 이 사실을 숨긴다. 데이지의 퇴원을 축하하는 드문 외출에서, 수잔나는 과거에 바람을 피웠던 영어 강사의 아내 바바라 길크리스트와 딸 보니에게 수치스러운 말을 듣고 조롱을 받는다. 이를 계기로 리사는 수잔나에게 더 큰 호감을 얻지만, 발레리에게 질책을 받는다.
수잔나는 베트남 전쟁에 징집된 토비와도 애매한 관계를 유지하며, 그가 함께 캐나다로 도망가자고 제안하지만 거절한다. 같은 날 밤, 폴리가 발작을 일으켜 격리되고, 수잔나와 리사는 간호사를 진정시켜 폴리를 위로하려 한다. 수잔나는 또한 자신에게 호감을 가진 병원 직원 존과도 관계를 맺는다. 발레리가 아침에 복도에서 자고 있는 무리를 발견하고, 특히 리사는 전기 충격 치료를 받고 독방에 갇힌다.
나중에 리사는 독방에서 탈출하여 수잔나와 함께 도망치기로 결심한다. 그들은 데이지의 새로 빌린 아파트로 히치하이킹하여, 데이지에게 발륨을 제공받아 하룻밤을 보낸다. 데이지는 자신이 병에서 나았다고 주장하지만, 리사는 데이지가 자해하고 있음을 발견하고 그녀를 조롱하며 아버지에게서 오랫동안 받아온 성적 학대를 즐긴다고 비난한다. 다음 날 아침, 수잔나는 데이지가 화장실에서 자살한 것을 발견하고 충격받는다. 리사가 데이지의 방에서 돈을 찾는 모습에 실망한 수잔나는 리사처럼 되지 않기로 결심하고 구급차를 부른 뒤, 데이지의 고양이를 데리고 클레이무어로 돌아간다. 반면 리사는 플로리다로 도망친다.
병원으로 돌아온 수잔나는 그림을 그리고 글을 쓰면서 시간을 보내고, 소니아 윅 박사와의 치료에도 협조한다. 수잔나가 퇴원하기 전에 리사는 붙잡혀 클레이무어로 돌아온다. 리사는 수잔나의 일기를 훔쳐 터널에서 조지나와 폴리에게 읽어주고 수잔나를 비난하도록 선동하려 한다. 수잔나가 일기에서 리사를 차갑고 어두운 사람이라고 생각한 것에 화가 난 리사는 수잔나를 공격하고 터널을 통해 쫓아간다. 분노한 수잔나는 리사가 내면이 죽었고, 세상이 두려워 병원에 정신적으로 의존하며, 무심하다고 비난한다. 결국 리사는 무너져 자살을 생각하지만, 조지나가 그녀를 설득한다. 다음 날 퇴원하기 전, 수잔나는 독방에 갇힌 리사를 방문한다. 둘은 화해하고 리사는 자신이 정말로 냉담한 것은 아니라고 주장한다. 수잔나는 조지나와 폴리에게 일기장에 쓴 내용에 대해 사과하고, 모두에게 작별인사를 하며 병원을 떠난다.

## 출연
- 위노나 라이더 - 수재나 케이슨
- 안젤리나 졸리 - 리사 로
- 클리어 듀발 - 조지나 터스킨
- 브리트니 머피 - 데이지 랜돈
- 엘리자베스 모스 - 폴리 클라크
- 앤절라 베티스 - 재닛 웨버
- 질리안 아메난테 - 신시아 크롤리
- 트래비스 파인 - 존
- 커트우드 스미스 - 크럼블 의사
- 제프리 탬버 - 멜빈 포츠 의사
- 조애나 컨스 - 애넷 케이슨
- 레이 베이커 - 칼 케이슨
- 재러드 레토 - 토비 제이컵스
- 버네사 레드그레이브 - 소니아 윅 의사
- 우피 골드버그 - 밸러리 오언스
- 브루스 올트먼 - 길크레스트 교수
- 메리 케이 플레이스 - 바버라 길크레스트
- 케이디 스트리클런드 - 보니 길크레스트
- 로빈 렉 - 테리사 매컬리언
- 미샤 콜린스 - 토니
- 드루시 맥대니얼 - 엠지

## 기타
- 공동제작: 조지아 카칸데스
- 미술: 리차드 후버
- 의상: 아리안느 필립스
- 배역: 리사 비치

## SBS 성우진 (2005년 3월 13일)
- 은영선 - 수잔나(위노나 라이더)
- 김아영 - 리사(안젤리나 졸리)
- 성선녀 - 발레리(우피 골드버그)
- 임은정 - 데이지(브리트니 머피)
- 최성우 - 수잔나 어머니(조애나 컨스)
- 설영범 - 수잔나 아버지(레이 베이커)
- 이성
- 이미자
- 임성표
- 황윤걸
- 김수진
- 김기철
- 송준석
- 김지혜
- 채의진
- 정명준